# Gazélec FC Ajaccio
Der Gazélec Football Club Ajaccio (oder kurz Gazélec bzw. GFCA) ist ein französischer Fußballverein aus Ajaccio, der Hauptstadt des französischen Départements Corse-du-Sud auf der Insel Korsika.

## Geschichte
1910 als Jeunesse Sportive Ajaccienne gegründet, nannte sich der Verein ab 1933 FC Ajaccio, ab 1960 Gazélec Football Club d’Ajaccio und ab 1996 Gazélec Football Club Olympique Ajaccio, ehe er 2012 seinen heutigen Namen annahm. Die Bezeichnung „Gazélec“ stammt von Frankreichs großem, früher staatlichen Energieversorgungsunternehmen Électricité de France – Gaz de France (EDF-GDF), das den Klub seit einem halben Jahrhundert unterstützt.
Am 30. Januar 2023 kam es zur gerichtlich angeordneten Liquidation des Vereins. Seine in der National 3 (fünfthöchste Liga) antretende erste Mannschaft wurde ebenso wie die zwei Ligen tiefer spielende Reserveelf mit sofortiger Wirkung aus dem Spielbetrieb abgemeldet. Am 28. Februar 2023 wurde ein Insolvenzverfahren eröffnet und so der Verein gerettet. Die erste Herrenmannschaft durfte zur Saison 2023/24 in der siebtklassigen Régional 2 antreten. Diese Saison beendete man als Meister und Aufsteiger in die sechstklassige Régional 1.

## Spielstätte
Die Ligamannschaft spielt im Stade Ange Casanova (bis 1994: Stade Mezzavia), das eine Kapazität von 6000 Plätzen aufweist.

## Ligazugehörigkeit
Profistatus besaß Gazélec erst seit seinem Aufstieg in die Ligue 2 2012. In der Vergangenheit wurde er dem Verein, obwohl beantragt, vom Fußballverband verwehrt, weil der das Prinzip „Eine Stadt, ein Proficlub“ sehr lange vertreten hat, um zu verhindern, dass ähnlich viele Vereine Konkurs anmelden müssen wie in den 1980er und 1990er Jahren – und in Ajaccio gibt es bereits den ACA. Demzufolge spielte der GFCA vor 2015, als ihm binnen zwei Saisons der „Durchmarsch“ aus der dritten Liga gelang, auch noch nie erstklassig (Division 1, seit 2002 in Ligue 1 umbenannt); und dem fußballerischen Oberhaus hat der GFC auch nur ein Jahr lang (2015/16) angehört. Am Ende der Saison 2018/19 stieg der Verein aus der zweiten Liga ab und gab ein Jahr später nach erneutem Abstieg seinen Profistatus auf.

## Erfolge
- Französischer Amateurmeister (CFA): 1963, 1965, 1966, 1968